# ذاكرة التعرف
ذاكرة التعرف، فئة فرعية من الذاكرة التوضيحية، هي القدرة على التعرف المسبق على الحدثيات، والأشياء، والأشخاص المواجَهين. عندما تُعاد تجربة حدثية مجربة سابقًا، يطابق ذلك المضمون المحيطي التمثيلات المخزنة في الذاكرة، محفزًا إشارات تطابق.
تقسم ذاكرة التعرف إلى فرعين من العمليات المكونة: الاستذكار والألفة، يشار إليهما أحيانًا «بالتذكر» و«التعرف». الاستذكار هو استعادة التفاصيل المتعلقة بالحدثية المجربة سابقًا. وفي المقابل، الألفة هي الشعور بأن الحدثية مجربة في السابق، دون استذكار. وبالتالي، التمييز الأساسي بين العمليتين هو أن الاستذكار بطيء، وهو عملية بحث خاضعة للسيطرة، بينما الألفة سريعة وتُعد عملية تلقائية.
مثال ماندلر «جزار على الحافلة»:
تخيل جلوسك على مقعد في حافلة مكتظة. وعندما تنظر إلى اليسار تلاحظ رجلًا. مباشرةً، ستتجاوز هذا الإحساس بأنك قد قابلت هذا الرجل من قبل، لكن لا يمكنك تذكر من يكون. إذ يثير ذلك تلقائيًا شعورًا بالألفة. وبينما تحاول تذكر هوية هذا الرجل، تبدأ باستعادة تفاصيل معينة حول مواجهتك السابقة. على سبيل المثال، قد تتذكر إعطاء ذلك الرجل قطعة جيدة من اللحم لك في متجر البقالة. أو قد تتذكر ارتداءه مئزرًا. عملية البحث تلك هي الاستذكار.

## لمحة تاريخية
وُصفت ظاهرتا الاستذكار والألفة منذ القدم في الكتب والقصائد. وفي مجال علم النفس، أول من أشار لذاكرة التعرف كان فيلهلم فونت في مفهومه للتعرف المتجدد أو استيعاب صورة ذكرى سابقة لصورة جديدة. كانت المحاولة الأولى الرسمية لوصف التعرف من قبل الطبيب الإنجليزي آرثر ويغان في كتابه ثنائية العقل. وصف فيه مشاعر الألفة التي نختبرها ككائنات سببها أن الدماغ عضو ثنائي. نحن نستوعب الأشياء ضمنيًا باستخدام نصف واحد من دماغنا وإذا لم نتمكن بشكل ما من ترجمتها للنصف الآخر من الدماغ يتسبب ذلك بشعور الاستذكار عندما نرى شيئًا ما مجددًا، أو شخصًا ما إلخ. مع ذلك، لقد اعتبر بشكل خاطئ أن هذه المشاعر تحدث فقط عندما يُجهد العقل (من الجوع، أو قلة النوم إلخ). وضع وصف ويغان، بشكل أساسي مقارنةً بالمعرفة الحالية، الأساس الذي جذب اهتمامًا نحو هذا الموضوع من قبل الباحثين اللاحقين.
كان آرثر آلين أول شخص ينشر مقالًا محاولًا فيه وضع تعريف صريح يفرق بين التعاريف الشخصية والموضوعية لتجارب التعرف على الرغم من اعتماد أغلب اكتشافاته على الاستبطانات. صحح آلين ملاحظات ويغان فيما يخص العقل المجهد بادعائه أن حالة نصف الحلم هذه ليست عملية استذكار. وعوضًا عن ذلك أشار للعلاقة الفيزيولوجية الخاصة بهذه الآلية التي ترتبط بالقشرة الدماغية لكنه لم يخض في التفاصيل حول موقع هذه الركائز. كان تفسيره الموضوعي لقلة الاستذكار هو عندما يلاحظ الشخص شيئًا ما لثانية من الوقت ويختبر شعور الألفة على أنه اختبر هذا الشيء في وقت سابق. كان وودورث (1913) ومارجريت وإدوارد سترونغ (1916) من أوائل الأشخاص الذين سجلوا اكتشافات حول التطابق المتأخر لعينات من المهام من أجل تحليل ذاكرة التعرف واختبروها تجريبيًا. كان بينتون أندروود بعد ذلك أول شخص يحلل أخطاء مفهوم التعرف المرتبطة بالكلمات في عام 1969. إذ استنبط حدوث هذه الأخطاء في التعريف عندما تمتلك الكلمات سمات متشابهة. بعد ذلك قامت المحاولات التالية بتحديد الحدود العليا لذاكرة التعرف، إذ سعى ستاندغ (1973) بهذه المهمة. وحدد سعة الصور بأنها بلا حدود تقريبًا. في 1980 قدم جورج ماندلر تمييزًا فاصلًا بين الاستذكار والألفة، عُرف رسميًا بنظرية العملية الثنائية.

### نظريات العملية الثنائية ضد العملية المفردة
لا يزال النقاش قائمًا بشأن ما إذا كان ينبغي اعتبار الاستذكار والألفة تصنيفين منفصلين في ذاكرة التعرف. يدعى هذا الفصل بين الاستذكار والألفة بنظرية أو نموذج العملية الثنائية. «على الرغم من شعبية وأثر نظريات العملية الثنائية (الخاصة بذاكرة التعرف)، فإنها موضع جدال بسبب صعوبة الحصول على تقديرات تجريبية منفصلة للاستذكار والألفة والتفسير الأبسط المتعلق بنظرية العملية المفردة». الانتقاد الشائع حول نماذج النظرية الثنائية هي أن الاستذكار ببساطة نسخة أقوى (مثلًا أكثر تفصيلًا أو وضوحًا) من الألفة. وبالتالي، عوضًا عن الإصرار على اعتبارهما تصنيفين منفصلين، تعتبر نماذج النظرية المنفردة لذاكرة التعرف أنهما سلسلة مستمرة من الذكريات الضعيفة والذكريات القوية. يشمل السرد التاريخي لنماذج العملية الثنائية منذ أواخر ستينيات القرن التاسع عشر تقنيات من أجل قياس العمليتين.
تأتي الأدلة الخاصة بوجهة نظر العملية المفردة من دراسة سجلات الأقطاب الكهربائية المطبقة على مرضى الصرع الذين قاموا بمهمة التعرف على غرض ما. وجدت هذه الدراسة أن عصبونات الحصين تستجيب لألفة الأشياء على الرغم من استذكارها الناجح. وبالتالي، قد لا يفيد الحصين بشكل حصري في عملية الاستذكار. ومع ذلك، وجدت أيضًا أن نجاح استذكار الغرض ليس مرتبطًا بما إذا كانت عصبونات «الألفة» قد أُطلقت أم لا. وبالتالي، ليس من الواضح تمامًا ما هي الاستجابات التي تتعلق باستذكار الغرض الناجح. وكذلك، اقترحت إحدى الدراسات عدم ارتباط تنشيط الحصين بنجاح الاستذكار المرافق؛ إذ لاحظت نجاح الأداء فقط عندما ينشط كل من القشرة أمام الجبهية والحصين. إضافةً لذلك، أظهرت أدلة تتبع العين أن المشاركين قد أطالوا النظر على المنبه الصحيح، وكان ذلك مرتبطًا بزيادة نشاط الحصين. وبالتالي، قد يلعب الحصين دورًا في استعادة المعلومات المرتبطة، لكن ذلك يحتاج لنشاط مصاحب من قبل القشرة أمام الجبهية من أجل الاستذكار الواعي.
لا يبدو أن الدراسات الخاصة بمرضى فقدان الذاكرة تدعم ملاحظة العملية المفردة. أبرز عدد من التقارير عن المرضى المصابين بأذية انتقائية للحصين ضعفًا في الاستذكار فقط دون الألفة، ما يقدم دعمًا مؤقتًا لنماذج العملية الثنائية. بالإضافة لملاحظة وجود انفصال مزدوج بين الاستذكار والألفة. أُزيلت أجزاء من الفصوص الصدغية المتوسطة للمريضة إن. بي، بما فيها القشرة الشمية المحيطة والقشرة الشمية الداخلية، وتُرك كل من الحصين والقشرة المجاورة للحصين. أظهرت المريضة ضعفًا في عمليات الألفة لكن عمليات الاستذكار كانت سليمة وفقًا لضوابط نموذج (تعرّف: نعم أو لا)، وقد وُضح ذلك باستخدام آر أو سي، وآر كيه، وإجراءات الاستجابة ذات الوقت المحدد. في دراسة أخرى، وعلى الرغم من مطابقة المريضة إن. بي. لمريض فاقد للذاكرة الذي أُزيل الحصين الخاص به، لا يزال الانفصال المزدوج موجودًا. هذا الدليل يشير لفكرة تقتضي أن مناطق الدماغ هذه هي جزء من جهاز قوة ذاكرة متّحد، على الرغم من تطابق الأداء بعد التجربة والحاجة لتكرارها. عوضًا عن ذلك، يقترح هذا الانفصال المزدوج انفصال مناطق الدماغ والأجهزة التي تقوم بعمليات الاستذكار والألفة.
جعلت نظريات العملية الثنائية من التفريق بين نوعين من التعرف ممكنًا: أولًا، إدراك الشخص بمواجهة حدث أو شيء ما من قبل؛ وثانيًا، إدراك ماذا كان ذلك الحدث أو الشيء. وبذلك قد يتعرف الشخص على وجه ما، لكنه يقوم باستذكار هوية ذلك الشخص لاحقًا. أظهر التعرف المتأخر أيضًا اختلافات بين عمليات الألفة السريعة والاستذكار البطيئة.
في الوقت الحاضر، لم يقدم البحث العلمي العصبي إجابة واضحة عن ذلك الجدل، على الرغم من تفضيل نماذج العملية الثنائية بشدة. وبينما تقدم العديد من الدراسات أدلة حول حصول عمليتي الاستذكار والألفة في مناطق مختلفة من الدماغ، تظهر دراسات أخرى أنها ليست كذلك دائمًا؛ قد يكون هناك قدر كبير من التداخل التشريحي العصبي بين العمليتين. وعلى الرغم من تنشيط الاستذكار والألفة للمناطق الدماغية نفسها، تعتبر نموذجيًا منفصلة بشكل كبير وظيفيًا.
قد تكون مسألة ما إذا كان وجود عمليتي الاستذكار والألفة كتصنيفين مستقلين أو سلسلة مستمرة مبهمة؛ خلاصة القول إن التمييز بين الاستذكار والألفة مفيد جدًا في فهم كيفية عمل ذاكرة التعرف.